# Akhmeta (municipalité)
La municipalité d'Akhmeta (en géorgien : ახმეტის მუნიციპალიტეტი) est un district de la région de Kakhétie en Géorgie dont la ville principale est Akhmeta.